# Lunana (film)
Lunana (ལུང་ནག་ན) (Engels: Lunana: A Yak in the Classroom) is een Bhutaanse film uit 2019 geregisseerd, geschreven en mede geproduceerd door Pawo Choyning Dorji. 

## Verhaal
Een jonge leraar in Bhutan verwaarloost zijn taken terwijl hij van plan is naar Australië te gaan om zanger te worden. Als berisping sturen zijn superieuren hem naar de meest afgelegen school ter wereld, een ijzige Himalaya-dorp genaamd Lunana, om zijn dienst te vervullen. Hij bevindt zich verbannen uit zijn vertrouwde westerse gemakken na een uitputtende tocht van 8 dagen om er te komen. Daar vindt hij geen elektriciteit, geen leerboeken, zelfs geen schoolbord. Hoewel arm, verwelkomen de dorpsbewoners hun nieuwe leraar hartelijk, maar hij staat voor de ontmoedigende taak om de kinderen van het dorp les te geven zonder enige voorzieningen.

## Rolverdeling
- Sherab Dorji als Ugyen Dorji
- Ugyen Norbu Lhendup als Michen
- Kelden Lhamo Gurung als Saldon
- Kunzang Wangdi als Asha Jinpa
- Tshering Dorji als Singye
- Sonam Tashi als Tandin
- Pem Zam als Pem Zam
- Tsheri Zom als Ugyen's grootmoeder

## Release en ontvangst
De film ging op 5 oktober 2019 in première op het Filmfestival van Londen. De film werd geselecteerd als Bhutaanse inzending voor de beste niet-Engelstalige film voor de 93ste Oscaruitreiking maar werd later gediskwalificeerd. Een jaar later werd de film opnieuw geselecteerd, voor de 94ste Oscaruitreiking en werd genomineerd maar verloor van Drive My Car.
De film kreeg overwegend positieve kritieken van de filmcritici, met een score van 98% op Rotten Tomatoes, gebaseerd op 63 beoordelingen.

## Prijzen en nominaties
De belangrijkste:
| Jaar | Prijs          | Categorie                    | Genomineerde(n)              | Uitslag     |
| ---- | -------------- | ---------------------------- | ---------------------------- | ----------- |
| 2022 | Academy Awards | Beste niet-Engelstalige film | Beste niet-Engelstalige film | Genomineerd |